# جاه دزدان
 جاه دزدان  بالفارسية (چاه دِزدان) قرية متوسطة تـتبع لـالبلدة المركزية (بالفارسية: بخش مركزى ) من توابع مدينة بستك إحدى قرى « إقليم گودة»، وتقع في محافظة هرمزگان في جنوب إيران. تبعد عن مركز المدينة (بستك) حوالي حوالى 50 كيلومتراً.

## حدود قرية جاه دزدان
حدود جاه دزدان: من الشمال: (رودخانه شور كوده)، ومن الجنوب جبل، ومن الغرب « برکه لاری »، ومن الشرق تنتهي بـقرية بامستان.

## السكان
يبلغ عدد سكان هذه القرية حسب تعداد السكان لعام 2006 للميلاد، (717) نسمه تشكل (88 عائلة)، من أهل السنة والجماعة وعلى المذهب الشافعي. يتكلون الفارسية باللهجة المحلية. لهم مسجد ومدرسة مشتركة، ومجموعة من البرك لحفظ مياه الأمطار إذا سالت الأودية، لهم مسجد، مدرسة وعيادة صحية صغيرة، وعدد من البرك لحفظ مياه الأمطار. وشكبة المياه والكهرباء، وحوالي 2000 نخلة مثمرة. كذلك لديهم خسمة مضخات مائية، وحوالي ثمانية هكتار أراضي صالحة للزراعة.

## وصلات خارجية
- التقسيمات الإدارية لمحافظة هرمزگان